# Elymnias sanrafaela
Elymnias sanrafaela är en fjärilsart som beskrevs av Schröder och Colin G.Treadaway 1980. Elymnias sanrafaela ingår i släktet Elymnias och familjen praktfjärilar. Inga underarter finns listade i Catalogue of Life.